# 64 Ōzumō 2
64 Ōzumō 2 es un videojuego de sumo lanzado en 1999 para Nintendo 64. El juego fue desarrollado y editado por Bottom Up.